# Casuarina collina
Casuarina collina är en tvåhjärtbladig växtart som beskrevs av Henri Louis Poisson, Hippolyte Sebert och Jean Armand Isidore Pancher. Casuarina collina ingår i släktet Casuarina och familjen Casuarinaceae. Inga underarter finns listade i Catalogue of Life.

## Bildgalleri

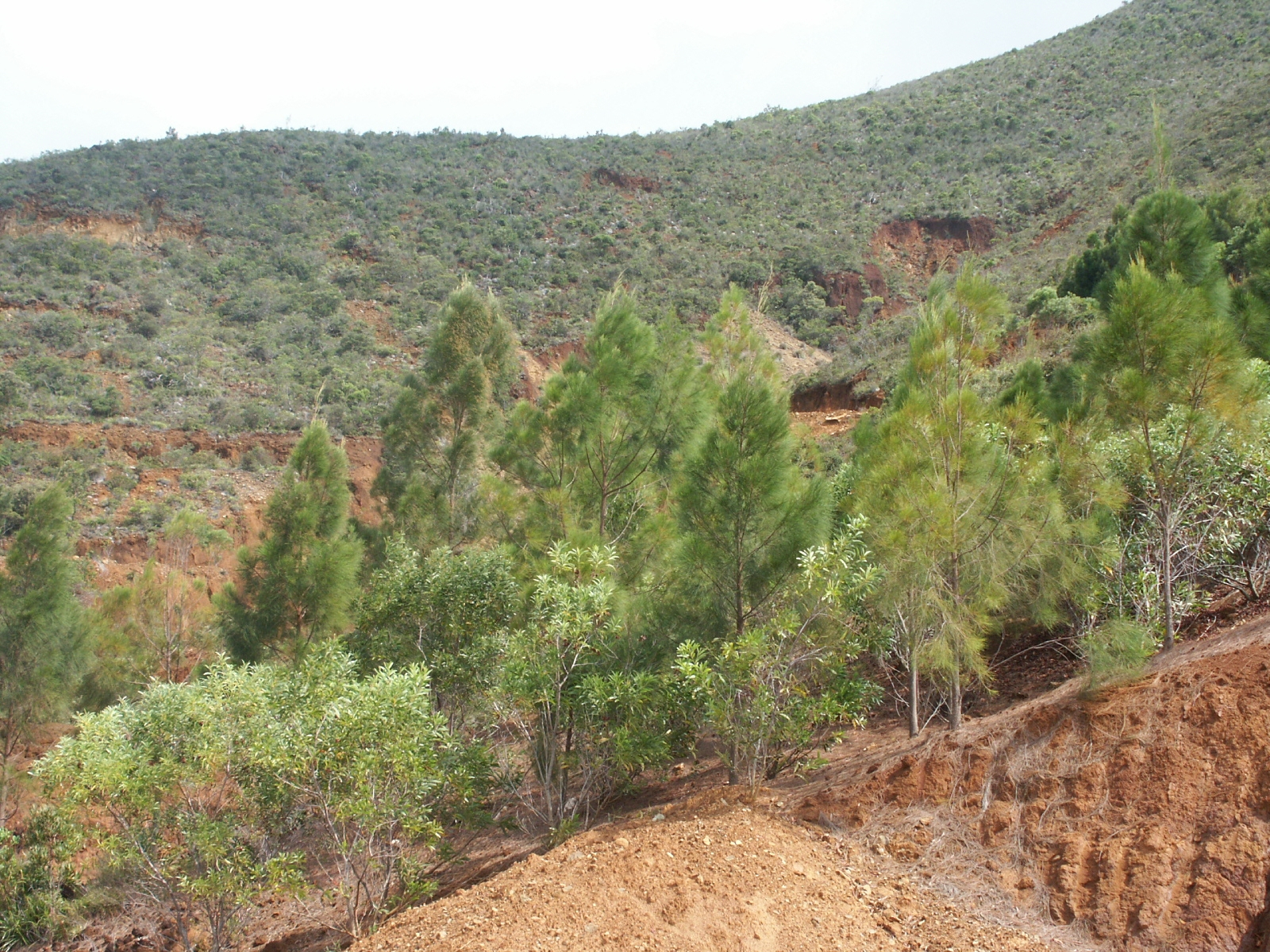
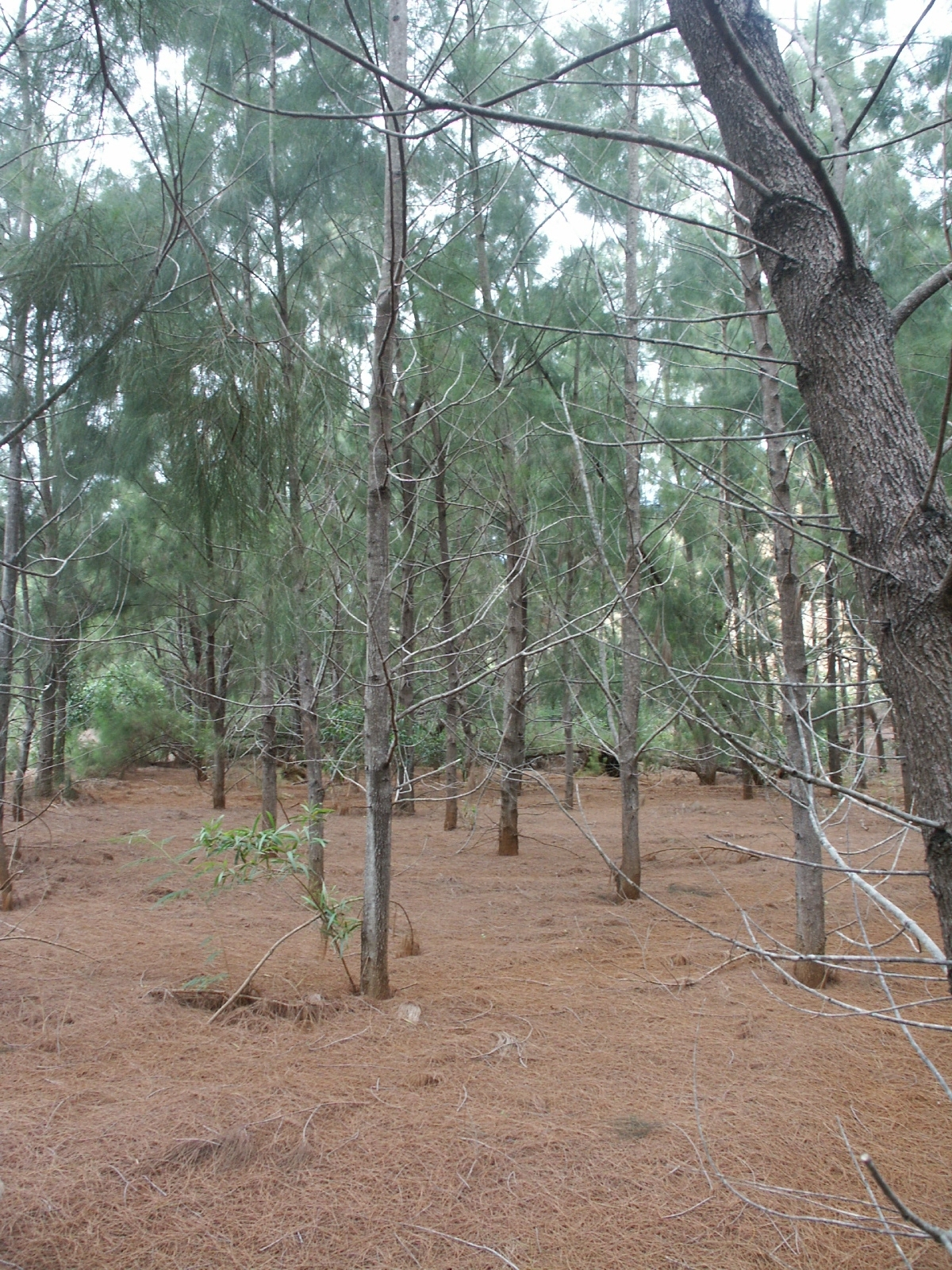
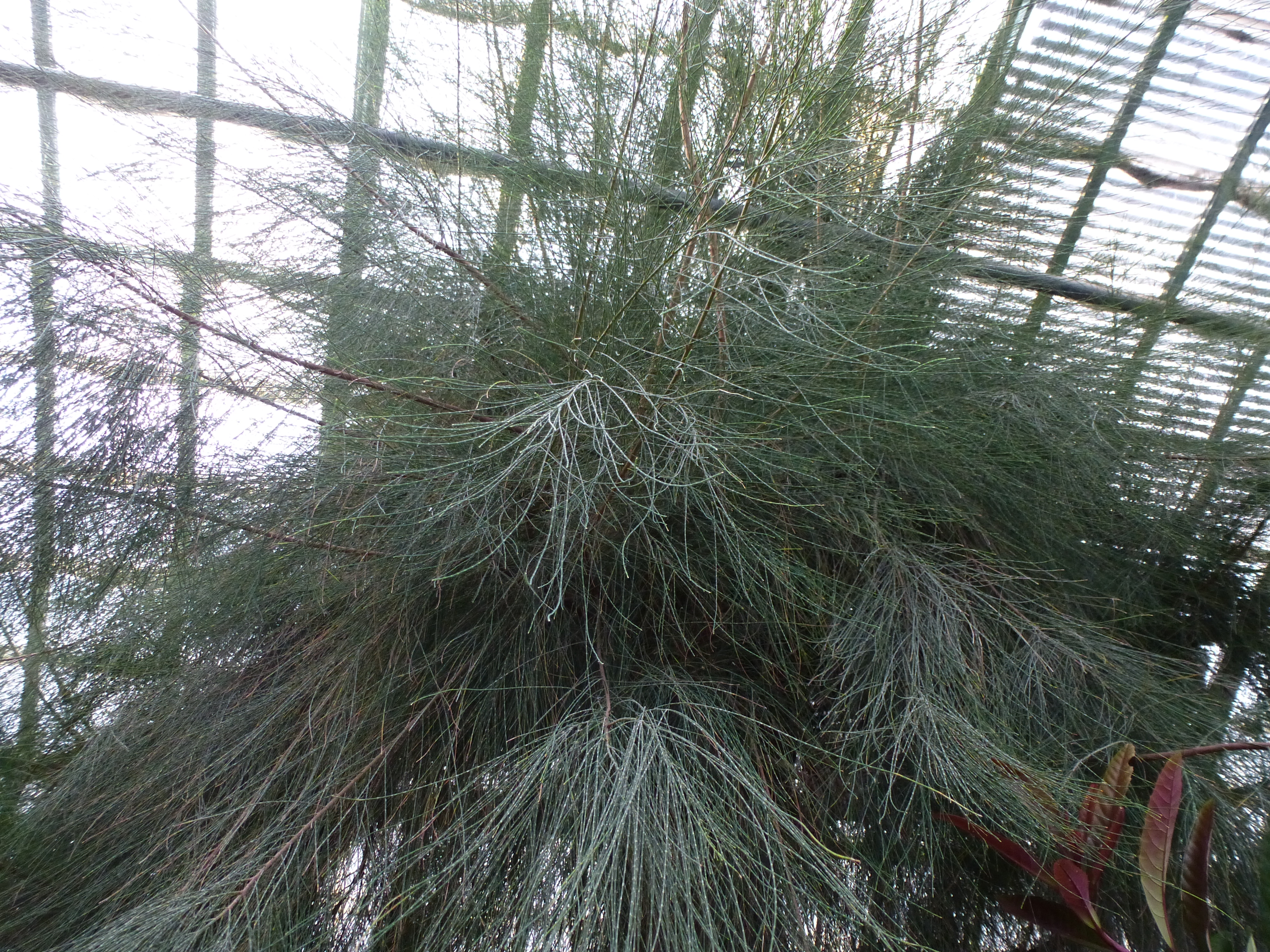
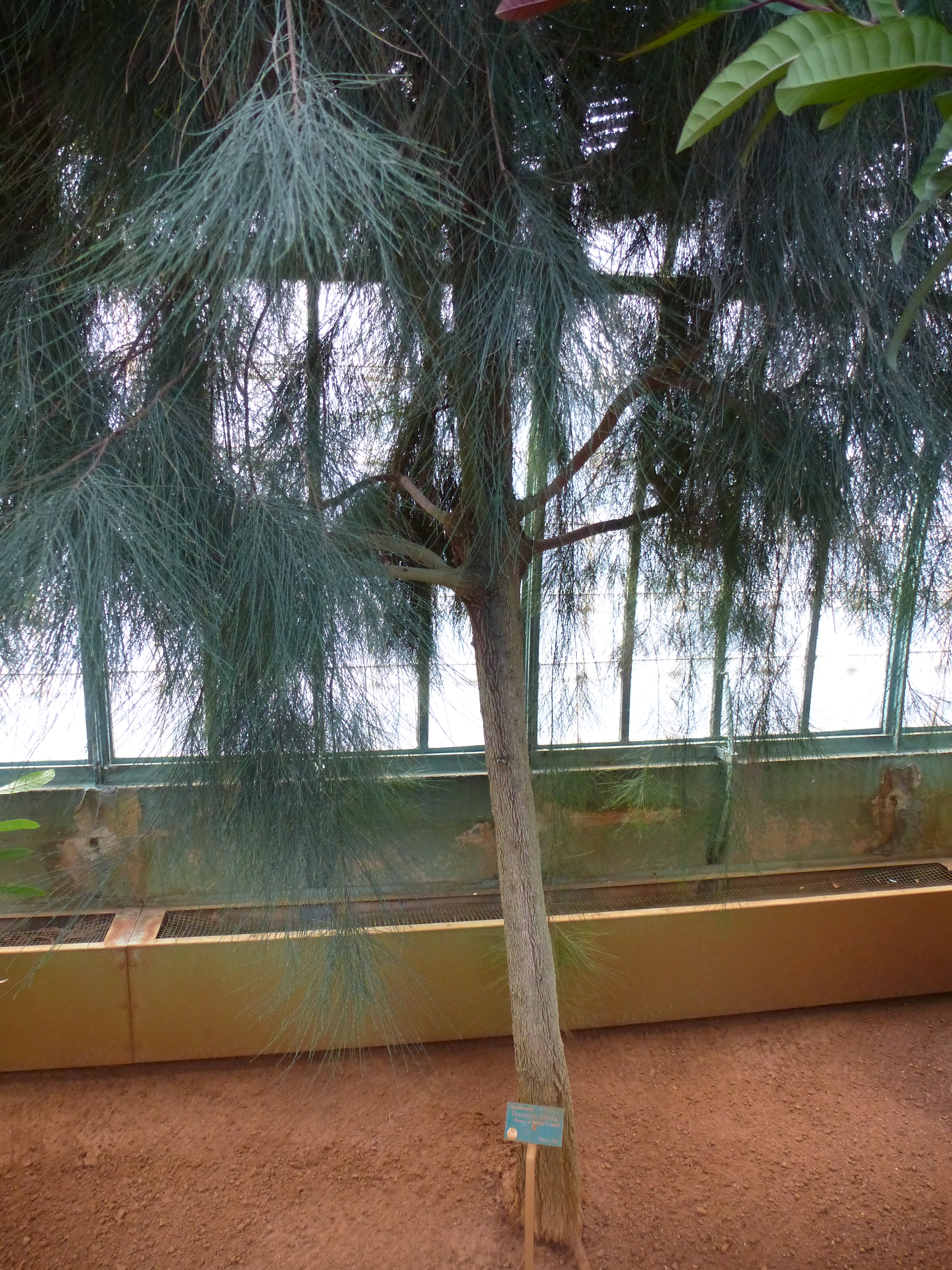